# Diederik van Vleuten
Diederik Jan Hielke van Vleuten (Den Haag, 15 november 1961) is een Nederlands musicus en cabaretier.

## Biografie
Diederik van Vleuten werd geboren in Den Haag. Hij werd genoemd naar zijn betovergrootvader Didericus van Vleuten. Zijn tweede naam Jan is afkomstig van zijn oudoom Jan van Vleuten, over wie hij de voorstelling Daar werd wat groots verricht maakte. Zijn derde naam Hielke is afkomstig van zijn opa van moederskant, Hielke Goedemoed over wie hij verhaalt in de voorstellingen Buiten Schot en Moedig Voorwaarts. Hij ging naar het Murmellius Gymnasium in Alkmaar, waarna hij in 1982 werd aangenomen aan het Koninklijk Conservatorium in Den Haag. Na twee jaar stopte hij met de studie en kwam na een periode van twaalf ambachten en dertien ongelukken in het cabaret Zak en As terecht. Vanaf 1988 houdt hij zich bezig met cabaret en muziek en adviseerde bij de arrangementen van de eerste twee albums van Acda en De Munnik, bij wie hij ook in de band keyboards speelde. Vervolgens heeft hij met Erik van Muiswinkel verscheidene cabaretshows op de planken gebracht en sinds 2010 staat hij als solist op het podium en houdt hij zich bezig met (tekst)regie, schrijven en muziek. In 2018 verscheen zijn eerste boek Daar werd wat groots verricht over de lotgevallen van zijn familie in het voormalige Nederlands-Indië.

## Cabaret
In 1988 ontmoet Diederik van Vleuten Erik van Muiswinkel en Justus van Oel. Met hen gaat hij in de cabaretgroep Zak en As spelen.
- 1989: De Nationaal Kampioen
- 1990: Zak & As ontkent alles
- 1991: Boek nu, Schrijf later (boekenbal)

Tussen 1992 en 1996 schreef en speelde Diederik van Vleuten theaterprogramma's met Arie van der Wulp.
- 1994: Andermans Eiland
- 1995: De Moed der Wanhoop

Vanaf 1993 werkt Diederik van Vleuten twee seizoenen mee aan het radioprogramma Spijkers met Koppen. Vanaf 1995 werkt hij mee aan Jack Spijkermans Kopspijkers op televisie.
Vanaf 1997 maakt hij theaterprogramma's met Erik van Muiswinkel. Samen maken ze zich sterk voor het behoud van het originele Nederlandse Cabaret. 
- 1997: Mannen van de Wereld - regie Pieter Bouwman, televisieregie Willem van de Sande Bakhuyzen
- 1999: Mannen op de Maan
- 2002: Mannen met Vaste Lasten regie Kees Prins, televisieregie Berend Boudewijn
- 2005: Antiquariaat Oblomow regie Kees Prins, televisieregie Berend Boudewijn
- 2006: Prediker en Hooglied, Advocaten regie Kees Prins, televisieregie Berend Boudewijn
- 2009: Mannen, het allerbeste! regie en televisieregie Berend Boudewijn

Tussen 2000 en 2002 werkten Erik van Muiswinkel en Diederik van Vleuten mee aan Studio Spaan, een satirisch televisieprogramma over voetbal, gepresenteerd door Henk Spaan en onder eindredactie van Julien Bracco Gartner.
Tussen 2001 en 2003 waren van Vleuten en van Muiswinkel te zien in het televisieprogramma Mannen voor vrouwen (RVU) , samen met Jeroen van Merwijk, Bert Klunder, Joep van Deudekom, Justus van Oel, Beau van Erven Dorens en Hans Dorrestijn. 
In 2005 verscheen bij uitgeverij Thomas Rap/Bezige Bij Verzamelde mannen, waarin de theaterteksten van hun eerste drie programma's integraal zijn opgenomen.
Diederik van Vleuten werkte mee aan het televisieprogramma Koefnoen. Als presentator was hij te zien in de vierdelige documentaireserie Het Was Oorlog en Gemmeker, kampcommandant van Westerbork. Voor de Avro presenteerde hij in 2019 de zesdelige documentaire Diederik en Da Vinci naar aanleiding van de 500ste sterfdag van Leonardo da Vinci. 
Op 12 februari 2008 maakten Van Vleuten en Van Muiswinkel bekend dat Prediker en Hooglied hun laatste officiële programma was. Van maart 2009 tot kerst 2009 toerden zij nog eenmaal door het land met een 'best of' programma, getiteld: Mannen, het allerbeste! (werktitel voorheen: Mannen met Boedel).

## Soloprogramma's
- Van april 2010 tot en met maart 2012: Daar werd wat groots verricht, eerste soloprogramma, onder de regie van Berend Boudewijn. Het programma gaat over Nederlands-Indië en werd bijzonder goed ontvangen; hij won er de Prijs van de Kritiek 2013 mee. Daar werd wat groots verricht is op 15 augustus 2015 door de VARA op NPO 2 opnieuw uitgezonden.
- Van november 2012 tot mei 2014: tweede soloprogramma Buiten schot, over Nederland tijdens de Eerste Wereldoorlog. Buiten Schot is in juni 2014 uitgezonden door de VARA op NPO 2.
- Vanaf februari 2016: derde soloprogramma Mijn Nachten Met Churchill, onder  regie van Berend Boudewijn. Wederom wordt een onderdeel van de wereldgeschiedenis, in dit geval de persoon Winston Churchill, verweven met het persoonlijke leven en lotgevallen van de familie Van Vleuten. Mijn nachten met Churchill is op 4 juni 2017 uitgezonden door de VARA op NPO 2.
- Vanaf 2 mei 2018: vierde soloprogramma Nog Nooit Vertoond, onder regie van Julika Marijn. De afsluiting van de trilogie uit het familiearchief.
- Vanaf 23 november 2021: Moedig Voorwaarts, over de relatie met zijn moeder.[1]
- Vanaf november 2023: Bouwjaar '61, over de relatie met zijn vader. Onder regie van Peter Heerschop

## Componist en pianist
Als componist maakt Diederik van Vleuten muziek voor radio- en televisieprogramma’s. Hij schreef de begintunes van onder andere: Die 2: Nieuwe Koeien, Ook dat nog! en Studio Spaan.
Samen met David Middelhoff en Kasper van Kooten begeleidde Diederik van Vleuten Acda en De Munnik op hun cd’s en tijdens hun tour.

## Televisie
Vanaf februari 2019 presenteerde Van Vleuten het programma Diederik en Da Vinci. In het programma reist Van Vleuten Leonardo da Vinci achterna. Voor de eerste aflevering werd Museum het Louvre speciaal geopend voor Van Vleuten.

## Privé
Van Vleuten had een relatie met actrice Bianca Krijgsman, met wie hij drie kinderen heeft.

## Prijzen
- 2001 - de Annie M.G. Schmidt-prijs , samen met Erik van Muiswinkel voor het beste theaterlied. (Tibetlied)
- 2006 - Van Vleuten wenste niet genomineerd te worden voor de Poelifinario[3]
- 2011 - de Boudewijn Büchprijs
- 2018 - door de Kleine Komedie bekroond met een Zilveren Raampje, een prijs voor een bijzondere theaterprestatie.[4]

- Gemeinsame Normdatei: 1163360228
- International Standard Name Identifier: 0000 0000 4398 3570
- Library of Congress Control Number: nb2005015578
- MusicBrainz: 189ab1c3-27cd-4aac-8ffe-1fc387d77f65
- Nederlandse Thesaurus van Auteursnamen: 186460961
- Système universitaire de documentation: 113867077
- Virtual International Authority File: 47072861